# 泽拉
澤拉（阿拉伯语：‎，羅馬化：Zaylaʿ）是亞丁灣海岸的港口城市，位於索馬里蘭奧達勒州泽拉区境內，鄰近吉布提邊境，現時人口約75,000。座標為11°12′38″N 43°17′09″E / 11.2105°N 43.2857°E，三面環海，剩餘一面是五十英哩長的沙漠，與位於東南面的柏培拉相距170英哩，與位於西面的哈拉爾（Harar）相距200英哩。泽拉以離島、珊瑚礁和紅樹林出名，但缺乏良好的飲用水減低其發展價值。

## 歷史
泽拉被確定為古典時代指的Avalitae城，曾經是奴隸貿易的中心。馬可波羅講述亞丁的蘇丹強行把途經其領土的埃塞俄比亞主教依伊斯蘭教慣例進行割禮，憤怒的埃塞俄比亞國王出兵佔據該蘇丹的首都，有學者認為事件在泽拉發生。

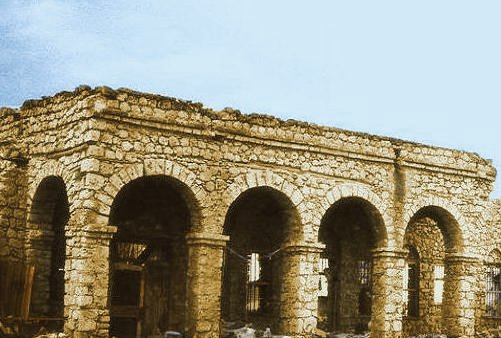
泽拉的阿達爾蘇丹國遺蹟

雖然葡萄牙人在1517年和1528年蹂躪泽拉，但十六世紀的遊記中記述泽拉是重要的貿易市場。十六世紀末，泽拉的統治者為了防禦鄰近的索馬里遊牧民族在城市周圍興建了城牆。以後的數百年，泽拉在區內的要重要性不斷下降，在1630年初成為摩卡統治者的附屬地。1821年至1841年其間，埃及控制也門和泽拉等地。1885年，泽拉和鄰近的柏培拉一同被英屬索馬里蘭吞併。19世紀末，連接吉布提和阿迪斯阿貝巴的鐵路進一步削弱城市的重要性。

## 現代
索馬里內戰時間，泽拉遭受猛烈的炸彈襲擊，城內大部分建築物被毁壞，居民逃離至鄰國如吉布提，索马里兰獨立後由海外同胞的匯款對重建有很大的幫助。

## 外部連結
- Sir Richard Burton's account of Zeila in the late 19th century